# Synagogue d'Orlau (1905-1939)

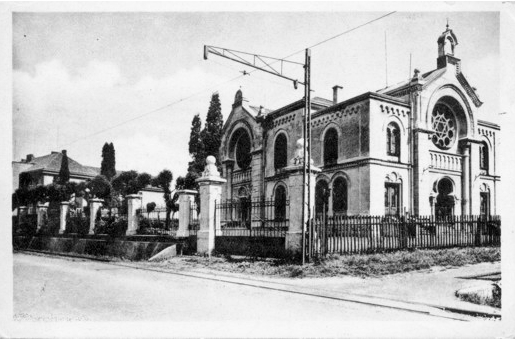
La synagogue d'Orlau (Orlová)

La synagogue d'Orlau ou synagogue d'Orlová , construite selon les plans de l'architecte Jakob Gartner a été inaugurée en 1905 et détruite par les nazis à l'automne 1939 au début de la Seconde Guerre mondiale. 
Orlau (maintenant Orlová) est une ville à l'extrême est de la République tchèque. Faisant partie jusqu'en 1918 de l'empire austro-hongrois, elle est attribuée en 1922 à la Tchécoslovaquie. En octobre 1938, à la suite des accords de Munich, elle est donnée à la Pologne, puis annexée à l'Allemagne nazie au début de la Seconde Guerre mondiale. Après la guerre, elle est retournée à la Tchécoslovaquie.  
Orlau est une ville minière qui a attiré de nombreux Juifs fuyant les pogroms de l'Empire russe à la fin du XIXe et au début du XXe siècle. 

## Histoire de la communauté juive d'Orlau

### La communauté avant la Seconde Guerre mondiale
On ignore quand les premiers Juifs se sont installés dans la ville d'Orlau. Le développement économique en Silésie autrichienne favorise des mouvements migratoires à l'intérieur de l'Empire austro-hongrois et conduit à partir du milieu du XIXe siècle à une augmentation de la population juive dans la région de Teschen. À part quelques riches marchands, les familles pauvres constituent la grande masse des nouveaux arrivants. 
En 1867, les Juifs obtiennent l'égalité civique, permettant ainsi la constitution de communautés cultuelles et la construction de synagogues.  En 1910, il existe onze communautés juives en Silésie autrichienne. Chaque communauté est obligée de tenir un registre des naissances et des décès en allemand. La communauté juive de Freistadt est responsable de la tenue du registre d'Orlau.    
En 1890, la population juive vit encore majoritairement encore en dehors de la ville et prie dans des maisons privées. En 1900, Orlau compte 6 679 habitants, dont 306 Juifs (soit 4,5%). Les membres de la communauté juive fondent le 3 octobre 1900 l'Orlauer Bethausverein (Association de la maison de prière d'Orlau) enregistrée officiellement le 27 janvier 1901. Son premier président est Salomon Blumenthal. L'association sera active de 1900 à 1939, et finalement dissoute le 26 février 1946.
Klaus-Dieter Alicke affirme que fin XIXe siècle, cohabitent à Orlau deux communautés juives, une orthodoxe et une réformée, et que chacune possède sa propre synagogue. Si l'existence de la synagogue réformée construite en 1905 est bien établie, Il n'est par contre fait mention nulle part ailleurs de l'existence d'une synagogue orthodoxe. 
La communauté juive est très impliquée dans la vie économique et sociale de la ville. Quand son président Markus Stein décède subitement en 1908, ses funérailles sont suivies par de nombreux dignitaires de la ville, des hommes d'affaires et des représentants des différentes églises. La ville doit beaucoup à la communauté juive, car les principaux employeurs de la région sont des entreprises en grande partie détenues par des Juifs.  
La communauté juive possède plusieurs associations caritatives, culturelles ou sportives: la Israelitischen Frauen-Wohltätigkeitsverein (Société de bienfaisance des femmes israélites); la section locale de la Jüdischen Handlungsgehilfen-Verband (Association d'aides juives); la jüdische Verein Zion (Association juive Sion); l'Association des scouts juifs, ainsi que le mouvement de jeunesse sioniste Maccabi. De nombreux Juifs sont aussi bénévoles dans des associations laïques comme la Croix-Rouge ou servent comme pompiers volontaires.   
La communauté doit faire face à de nombreux actes délictueux, sans que l'on puisse toujours discerner entre un acte criminel ou un acte antisémite: le 30 avril 1910, le Neue Schlesische Tageszeitung rapporte un vol dans la synagogue d'Orlau: 
« …Des voleurs ont brisé une fenêtre et volé dans l'Arche Sainte, 19 gobelets en argent, 4 mains de lecture (Yad) en argent, 6 chaines en argent de 1 m de long… »
Le 11 octobre 1910, le Jüdische Volksstimme relate la profanation injustifiée du cimetière juif d'Orlau: 
« Toutes les sépultures ont été ouvertes et presque toutes les pierres tombales ont été renversées et brisées, seules deux sont restées debout. On soupçonne un acte de vengeance. La raison de cet acte apparemment inconcevable, aurait pour origine un conflit qui a éclaté entre les Juifs et la population slave dominante lors du début de l'année scolaire. En effet, les Tchèques et les Polonais avaient fondé ces dernières années plusieurs établissements d'enseignement nationaux à Orlau et réclamaient maintenant le soutien financier pour ces écoles des marchands juifs avec lesquels ils étaient en relation commerciale. »
Environ 40 pierres tombales ont été détruites lors de cette attaque. Les citoyens juifs préféraient envoyer leurs enfants dans les écoles allemandes plutôt que tchèques. 

### La fin de la communauté
En 1930, 396 Juifs vivent dans la ville. Ce nombre diminue dans les années suivantes en raison de la mauvaise situation économique et du conflit frontalier avec la Pologne. Ce sont principalement les Juifs tchèques qui quittent le pays. En 1938, voit l'arrivée de nombreux Juifs autrichiens fuyant l'Anschluss par le Troisième Reich. 
Orlau et sa région sont annexés tout d'abord par la Pologne en octobre 1938 à la suite des accords de Munich, puis par l'Allemagne nazie au début de la Seconde Guerre mondiale en octobre 1939. En mars 1940, les Juifs d'Orlau doivent quitter la ville sous 7 jours. Tous les Juifs qui n'ont pu fuir sont déportés vers les camps d'extermination de l'Est. Très peu survivront. Au cimetière catholique d'Orlau, a été érigé après la guerre un mémorial sur lequel sont inscrits les noms de 363 habitants d'Orlau assassinés par les nazis. Le mémorial de Yad Vashem à Jérusalem donne les noms de 433 victimes de la Shoah habitant Orlau avant la guerre dont 373 nés à Orlau. 
Le cimetière juif d'Orlová existe toujours aujourd'hui. Il a été ouvert vers 1900 par la Hevra Kaddisha (Société du dernier devoir) d'Orlau. Les autorités tchèques avaient l'intention de confisquer le cimetière en 1954, mais la communauté juive d'Ostrava a fait appel et a pu le sauver de la destruction. Aujourd'hui, la communauté juive d'Orlová est dissoute, et la population juive d'Orlová dépend de la communauté d'Ostrava.   

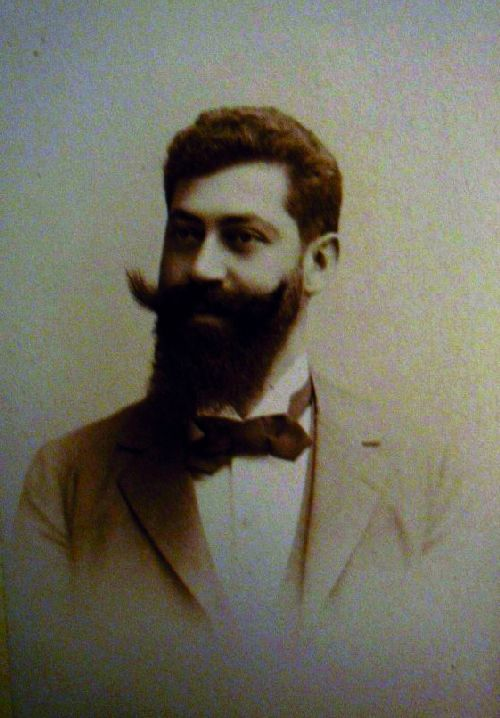
l'architecte Jakob Gartner

## Histoire de la synagogue

### L'architecteJakob Gartner
Le projet et les plans de soumission sont établis par le Bureau für Architektur Jakob Gartner de Vienne et sont tamponnés du 30 mars 1898. La société Orlauer Bethausverein, fondée en 1900 est responsable de la construction. On ignore si l'architecte Jakob Gartner a supervisé la construction et les entreprises impliquées dans la construction, et s'il a contrôlé l'ensemble des coûts. 
Quand il est contacté par la communauté juive d'Orlau, Jakob Gartner, né en 1861 à Prerau (maintenant Přerov en République tchèque), est déjà un architecte renommé pour avoir déjà édifié de nombreuses synagogues dans l'Empire austro-hongrois, celle de Freistadt an der Waag (maintenant Hlohovec en Slovaquie) en 1890; de Tyrnau (Trnava en Slovaquie) en 1891; de Holleschau (Holešov en République tchèque) en 1892-1893; de Troppau (Opava en République tchèque) en 1896; d' Olmütz (Olomouc en République tchèque) en 1895-1896; de Prerau (Přerov) en 1898 et à Vienne celles de la Humboldtgasse en 1896, de la Kluckygasse en 1898 et de la Braunhubergasse en 1898. Pendant ses études, Gartner travaille dans le cabinet de l'architecte Hugo Wiedenfeld, spécialiste du style turco-mauresque, dont il s'inspirera plus tard grandement.

### L'architecture de la synagogue
Jakob Gartner conçoit un bâtiment indépendant sur deux niveaux, orienté est-ouest. Le bâtiment est très semblable à une basilique à trois nefs, compact sans tour ni dôme. L'alignement du bâtiment par rapport à la route de district est reculé pendant la phase d'approbation, permettant la création d'un jardin sur le devant. Le terrain est bordé côté route par une clôture, avec accès à la propriété.   
Le bâtiment est de style roman avec des fenêtres à arc en plein cintre et des toits en croupe. Des avant-corps encadrés par des pilastres et décorés d'une variété d'éléments de style mauresque, sur la façade ouest et sur les deux côtés latéraux mettent en valeur l'entrée principale ainsi que les deux entrées latérales. Une immense rosace avec en son centre une étoile de David est située au-dessus de chacune des entrées. Une représentation en pierre des Tables de la Loi couronne le pignon au-dessus de l'entrée principale, et affiche clairement la vocation du bâtiment.   
L'entrée principale de la synagogue est située sur la façade ouest. Les deux portails latéraux conduisent l'un vers la route de district et l'autre vers le jardin à l'arrière. À la droite du portail principal, une porte conduit à un escalier desservant exclusivement la galerie réservée aux femmes et les combles.  
À gauche de l'entrée principale se trouve une pièce utilisée par le rabbin et pouvant servir comme salle d'étude ou salle de réunion pour les fidèles. Cette pièce, d'une surface d'environ 25 m², possède sa propre entrée, mais est également accessible depuis le portail principal.   
Par l'entrée principale, on pénètre dans le vestibule, qui donne accès à la salle de prière à trois nefs. Celle-ci réservée aux hommes et peut  accueillir 186 fidèles. La galerie pour les femmes située au premier étage au-dessus des nefs latérales et du vestibule, encercle la salle de prière sur trois côtés, et comporte 147 sièges. La nef centrale fait 16,30 m de long sur 6,00 m de large avec une hauteur de 8,75 m. Les nefs latérales, sous la galerie des femmes ont une hauteur de 3,30 m.   
La Bimah servant à la lecture des rouleaux de Torah, est située vers le mur Est de la synagogue, sur une estrade d'environ 30 m² à laquelle on accède par un escalier de 5 marches. Derrière elle, séparée par un rideau, l'Arche Sainte occupe une petite abside rectangulaire. 
La synagogue qui suit au sol un plan quasi-rectangulaire, fait extérieurement 23,45 m de long par 12,90 m de large auxquels on doit rajouter l'abside rectangulaire de 4,30 m de long par 6,70 m de large. La hauteur du bâtiment est de 9,70 m et la hauteur hors-tout de 13,15 m. La surface totale au sol est de 335 m².  Le bâtiment d'un étage au-dessus du rez-de-chaussée, ne comprend pas de sous-sol, mais le rez-de-chaussée est surélevé et  situé environ un mètre au-dessus du niveau du jardin, nécessitant pour chaque entrée un petit escalier de sept marches.  
Les murs porteurs sont massifs et construits en briques pleines cuites, au format viennois 29x14x6,5 cm, recouverts à l'extérieur d'un crépi au ciment.  Les poutres métalliques utilisées pour soutenir le plafond et la galerie proviennent des forges voisines de Witkowitce.  Le toit est conçu avec une charpente en bois massif. L'escalier conduisant du rez-de-chaussée à la galerie des femmes, composé de deux volées avec une plate-forme intermédiaire, est construit avec des poutres métalliques et des marches en pierre.  
Les grandes rosaces au-dessus des entrées sont divisées chacune en dix petits cercles autour d'un cercle central plus grand comportant en son centre une étoile de David.
Les portes d'entrée sont des portes à double battant en bois avec des inserts en verre et une grille antieffraction. Les portes intérieures sont toutes des portes en bois. Le plancher du rez-de-chaussée est selon toute vraisemblance formé de carrelage avec une frise autour. Pour la galerie, le plancher est en bois raboté et ciré.  

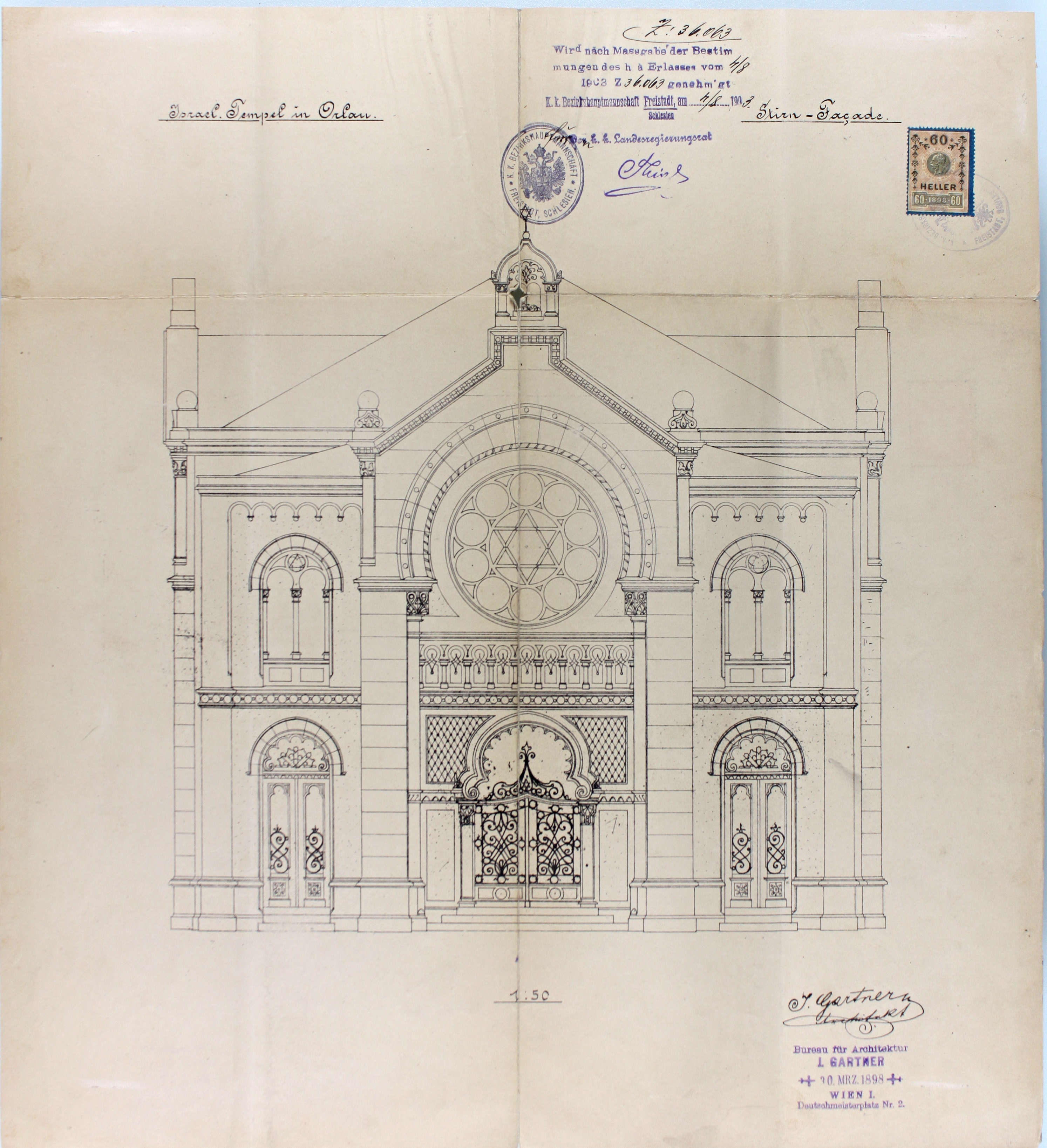
Plan de la façade Ouest
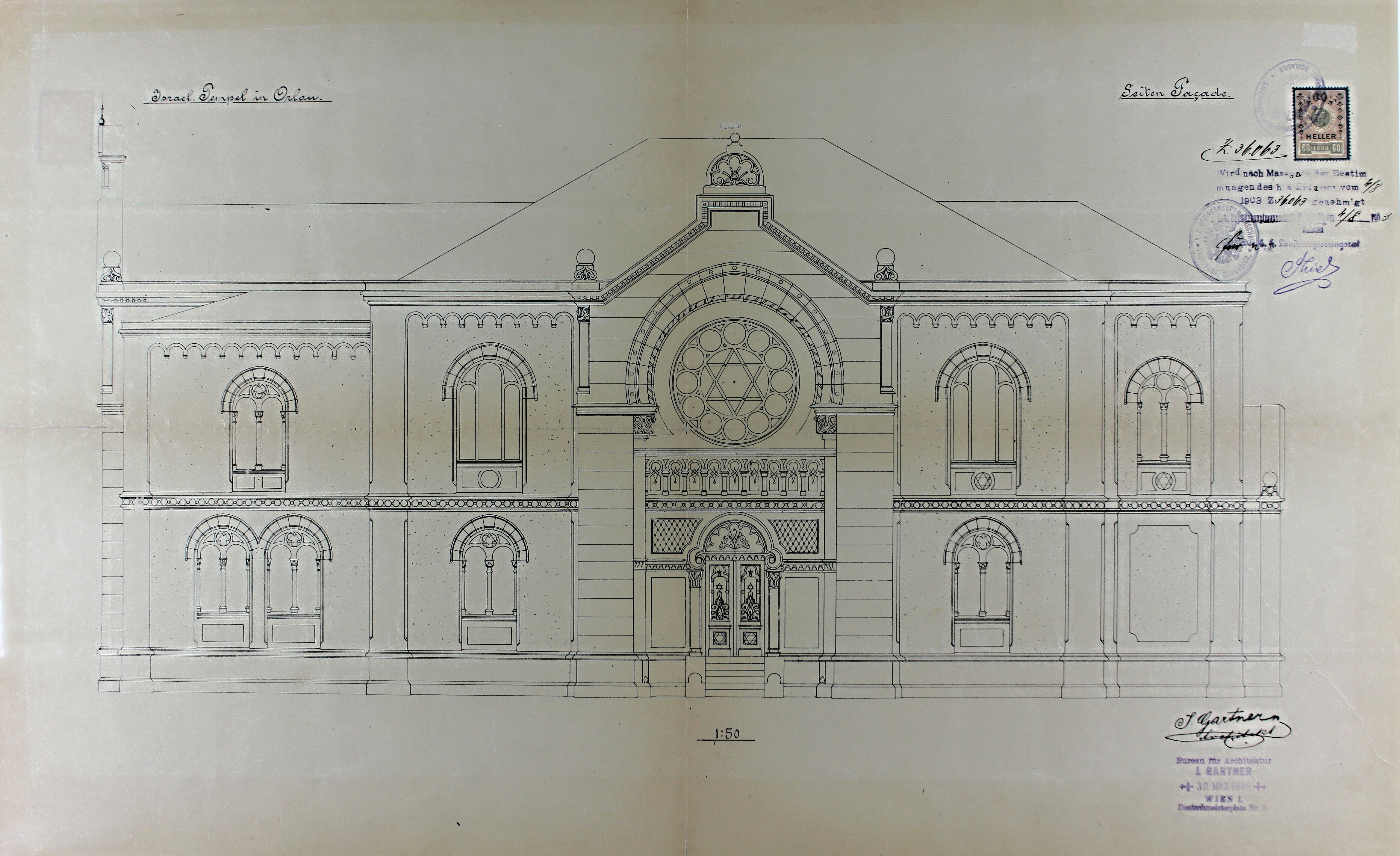
Plan d'une façade latérale
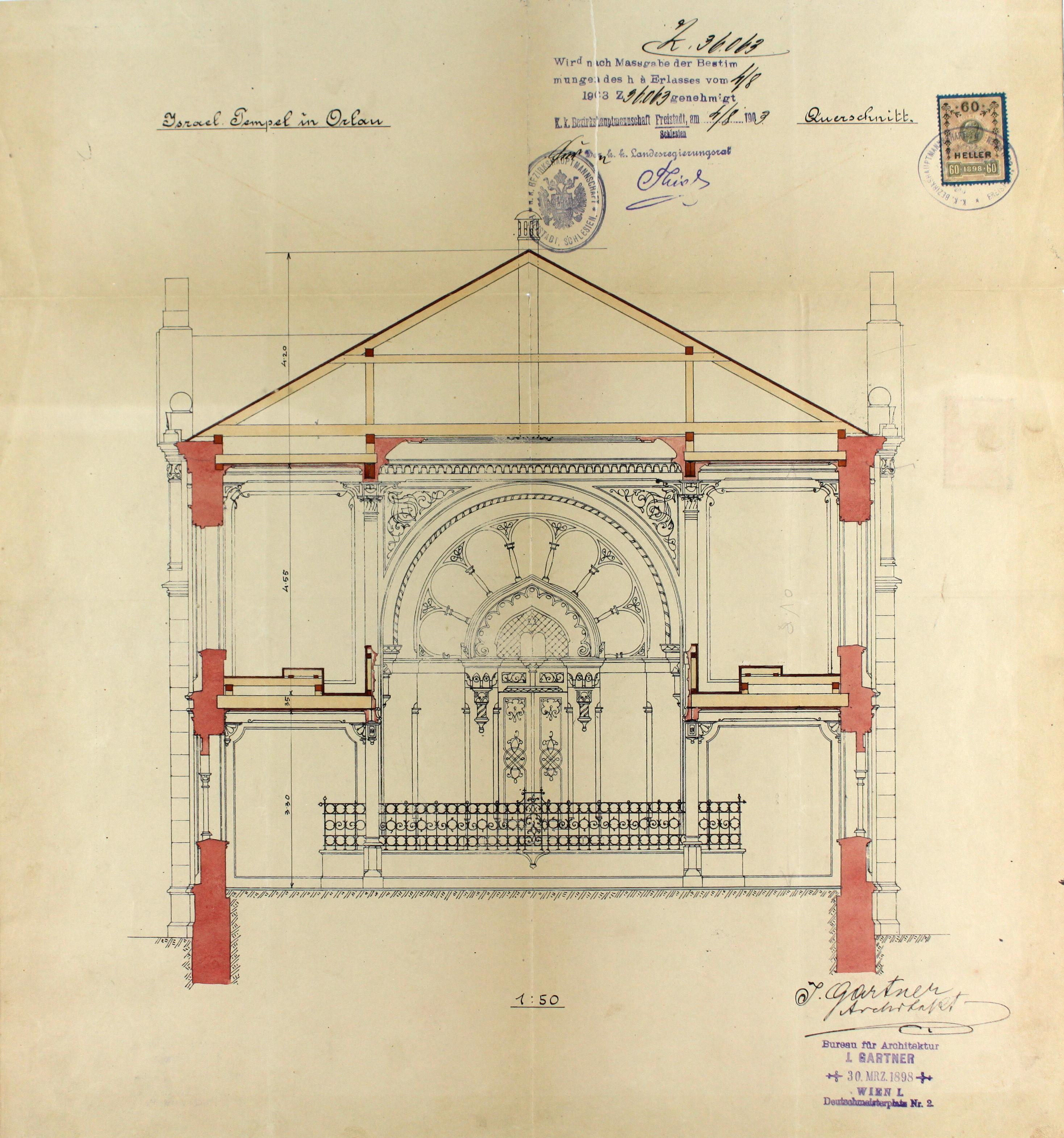
Coupe transversale
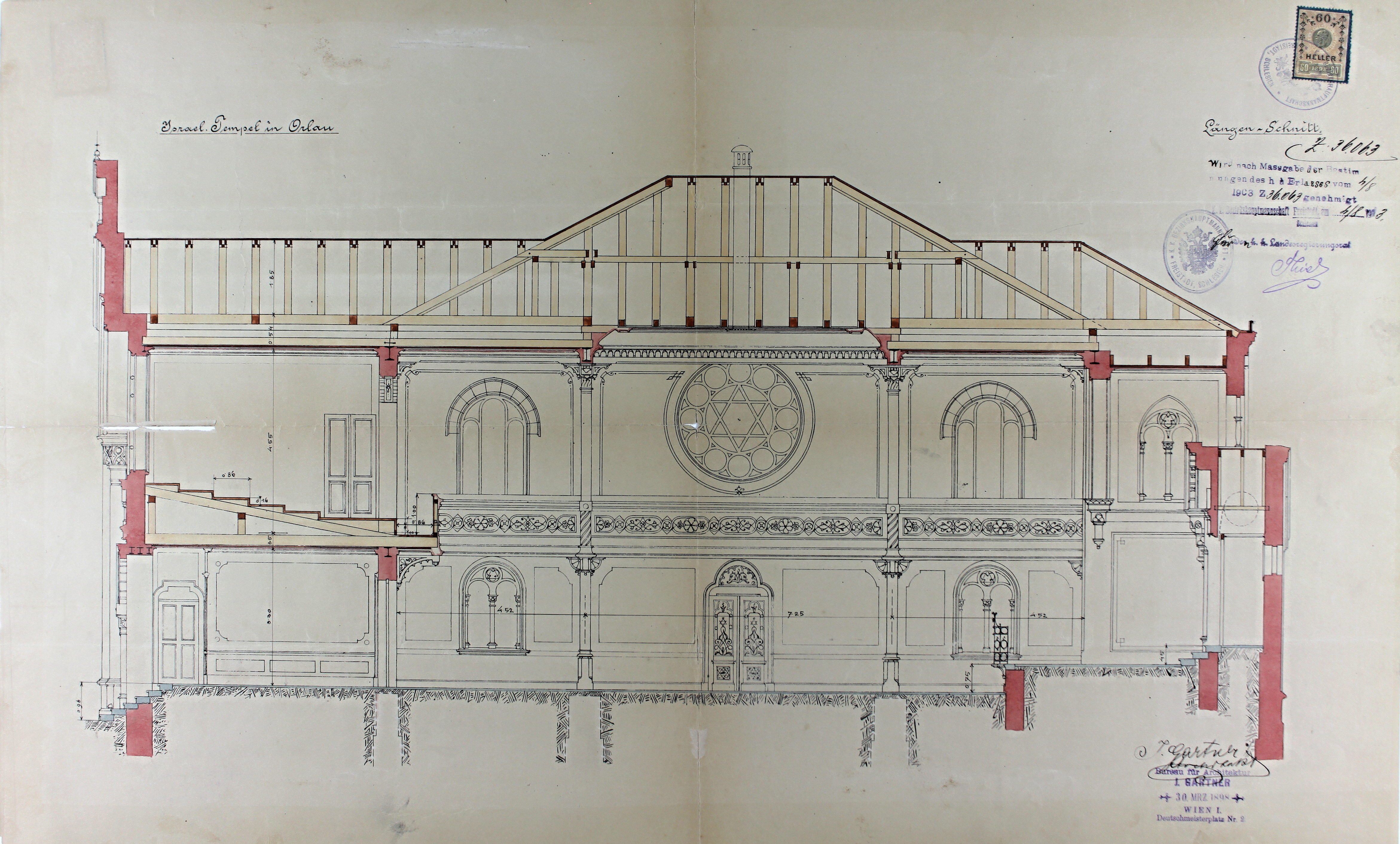
Coupe longitudinale
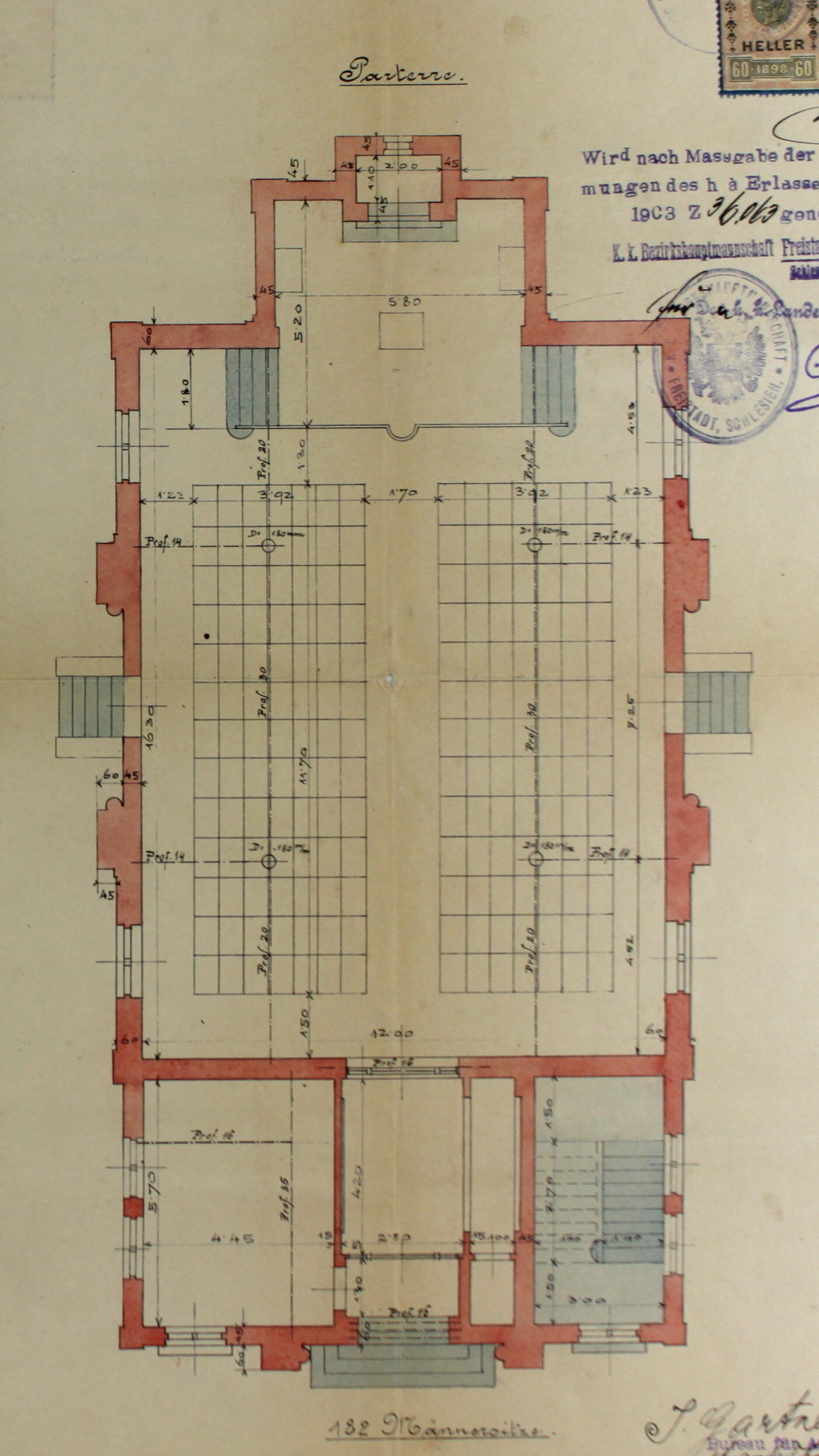
Plan du rez-de-chaussée
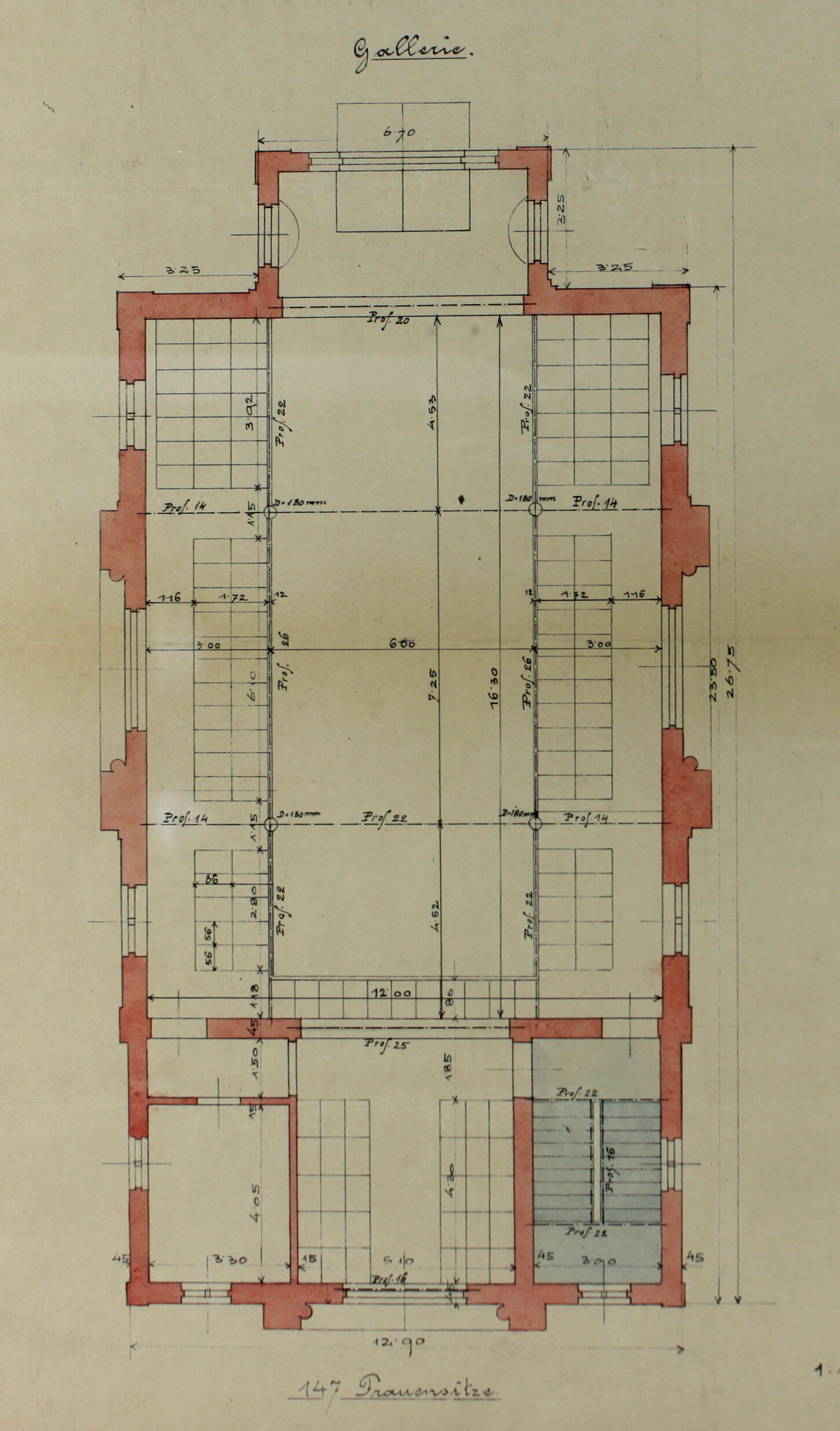
Plan du premier étage

### La construction
Le 2 juillet 1903, l'Association de la maison de prière d'Orlau soumet à la commission du district de Freistadt (maintenant rattaché à Karviná en République tchèque) une demande de permis de construire comportant deux ensembles de plans. Cette demande est également soumise à la commission du district de Teschen (Cieszyn actuellement en Pologne), à la direction des mines d'Orlau-Lazy, au conseil municipal d'Orlau et au bureau des mines d'Ostrau (Ostrava). Le 31 juillet 1903, selon le code de construction silésien de 1883, une négociation locale est réalisée, et un mois après la soumission, le 4 août 1903, le permis de construire est accordé. La compagnie minière est autorisée à continuer l'exploitation de la veine située en dessous du site, mais s'engage à ne forer aucun nouveau puits à moins de 40 m de la parcelle.
Le 29 juin 1904, l'Association de la maison de prière demande une modification de l'orientation du bâtiment afin que l'Arche Sainte soit située à l'Est. Le nouveau plan de situation est officiellement approuvé le 1er août 1904.
Le bâtiment terminé, la commission locale de sécurité délivre le 21 août 1905 le certificat de conformité, confirmant que la nouvelle construction a été réalisée conformément aux plans, moyennant quelques arrangements mineurs: d'un point de vue structurel, aucune objection n'est soulevée concernant les décorations de plafond dessinées au mortier; l'installation de câbles d'alimentation électrique dans des tuyaux isolants et une nouvelle porte coupe-feu dans le grenier de protection contre l'incendie est approuvée, de même que les toilettes nouvellement construites. La licence d'utilisation est alors accordée.

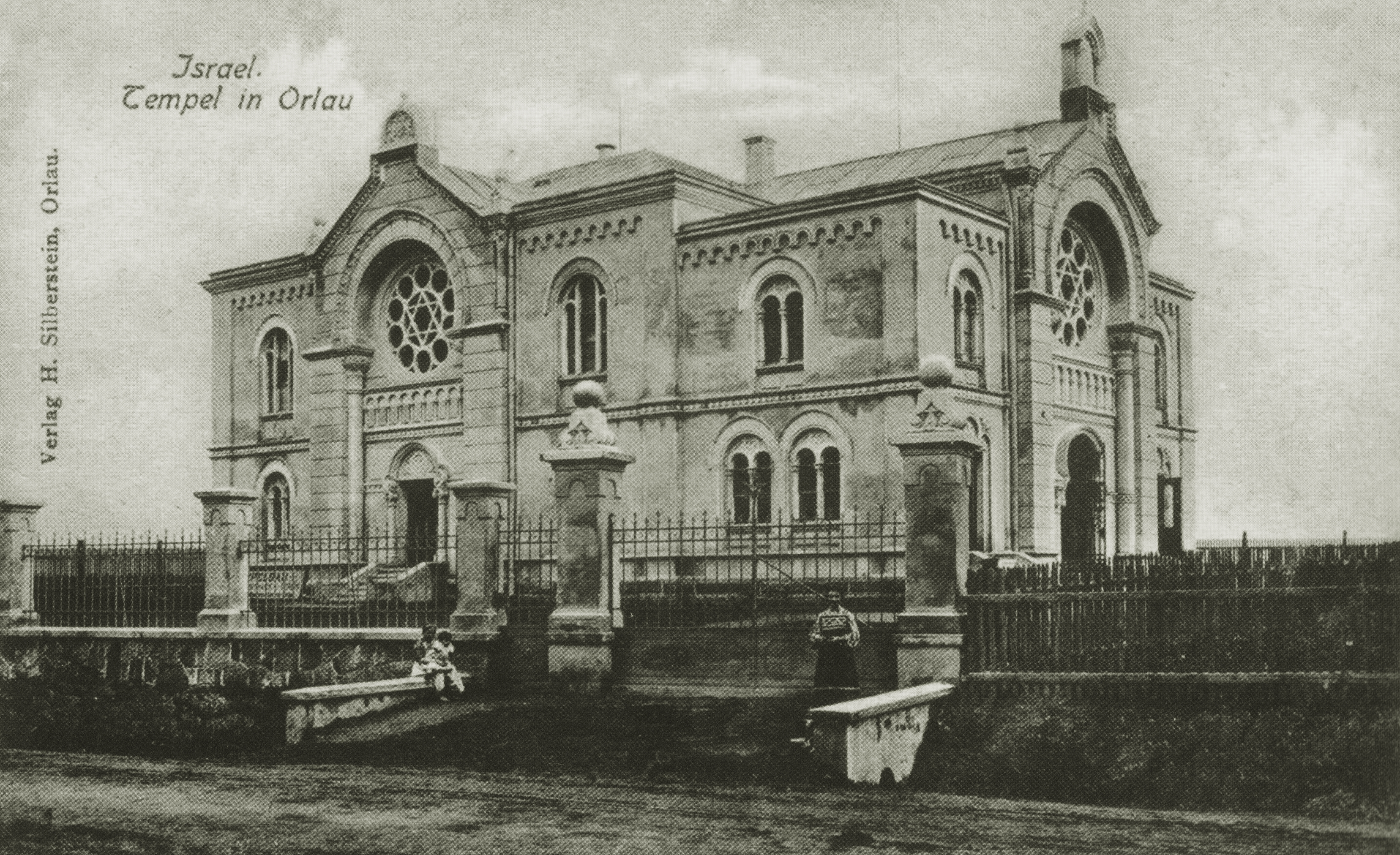
La synagogue avec l'accès par le petit pont, avant la construction de la ligne de tramway

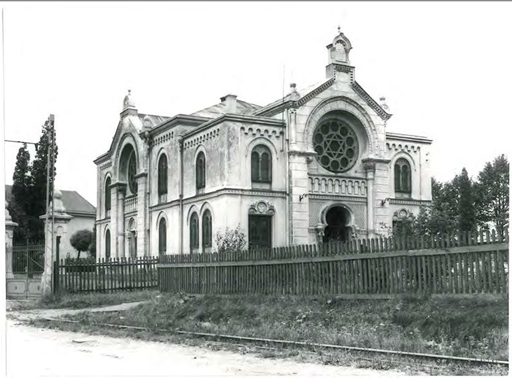
La synagogue côté Ouest, après la construction de la ligne de tramway située au premier plan

### Phase de construction
La commission de la maison de prière d'Orlau, achète le 6 septembre 1901 à Richard Freiherr de Mattencloit, un terrain enregistré sous le numéro 560 dans le plan cadastral 366 du registre foncier. Ancienne terre agricole, le terrain a été rezoné en terrain à bâtir. Le prix de l'achat est inconnu.  Le terrain est plat et fait 1 904 m².  Il est situé à l'époque à la périphérie de la ville, directement sur la route de district menant à Dombrau (maintenant Doubrava), à environ un kilomètre du centre-ville.
La préparation du site de construction est facile pour ce projet, car au moment de la planification, il n'est prévu ni raccordement au réseau électrique ni aux égouts. Cependant, pendant la phase de construction il sera décidé de construire des toilettes et d'électrifier le bâtiment.  
Initialement, et tel que l'on peut voir sur les premières photos de la synagogue, l'accès à la propriété se fait par la route de district, au moyen d'un petit pont d'accès voûté, qui enjambe un petit ruisseau ou un canal d'égout à ciel ouvert. Mais lors de la construction de la ligne de tramway, peu de temps avant la Première Guerre mondiale, le niveau de la route est surélevé, et le canal est recouvert ou déplacé. L'accès s'effectue alors sans pont. 

### Consécration de la synagogue
Après deux années de construction, l'Association de la maison de prière d'Orlau, célèbre le 10 septembre 1905, la pose de la dernière pierre et la consécration du bâtiment. L'après-midi, la procession vers la synagogue est suivie de la remise symbolique de la clef. Avant la pose de la dernière pierre, les documents qui vont y être incorporés, sont lus au public. Puis le rabbin Mehrer, de Freistadt, allume la lampe éternelle (Ner tamid) et ferme l'Arche Sainte où viennent d'être entreposés les rouleaux de Torah. Après un sermon festif et une prière pour l'Empereur, la consécration de la synagogue se termine le soir par une soirée dansante. 
Dans les archives de l'Association de la maison de prière, on trouve une lettre d'août 1938, relatant une procédure pénale à l'encontre du syndicat des mineurs de Witkowitce. En effet, la synagogue doit subir une importante restauration à la suite d'un tassement du sol provoqué par l'exploitation minière en dessous du bâtiment. 

### Destruction de la synagogue
La synagogue est détruite et démolie par les nazis à l'automne 1939 peu de temps après l'entrée des troupes allemandes dans la ville lors de l'invasion de la Pologne au début de la Seconde Guerre mondiale. 
Le 7 juin 1940, le terrain de la synagogue est confisqué par le Haupttreuhandstelle Ost (Bureau principal des fiduciaires de l'Est) de Göring. Ce n'est qu'en 1946 que la saisie sera annulée.
Les fondations n'ont pas été enlevées et sont toujours clairement visibles sur le site. Actuellement l'emplacement de la synagogue est un terrain vague boisé.